# Княжевич, Николай Антонинович
Никола́й Антони́нович Княже́вич (31 января 1871 — 4 марта 1950, Сент-Женевьев-де-Буа) — генерал-майор Свиты, последний таврический губернатор. Внук Д. М. Княжевича.

## Биография
Православный. Из потомственных дворян Таврической губернии. Сын тайного советника Антонина Дмитриевича Княжевича. Младший брат Владимир — феодосийский уездный предводитель дворянства.
В 1891 году окончил Александровский лицей с золотой медалью. В следующем году выдержал офицерский экзамен при 1-м военном Павловском училище и был определен корнетом в Лейб-гвардии Гусарский Его Величества полк.
Чины: поручик (1896), штабс-ротмистр (1898), ротмистр (1902), флигель-адъютант (1904), полковник (1904), генерал-майор с зачислением в Свиту (за отличие, 1912).
В течение трех с половиной лет командовал эскадроном лейб-гвардии Гусарского полка. В 1908—1912 годах командовал Крымским конном полком. С 9 октября 1912 года командовал 2-й бригадой 8-й кавалерийской дивизии, с которой вступил в Первую мировую войну. Был награждён Георгиевским оружием
За то, что в бою 24 и 25 августа 1914 года под Аннополем, захватил и удержал важный пункт на р. Висле.
14 ноября 1914  года назначен Таврическим губернатором, а 11 января 1917 года — Одесским градоначальником.
После Октябрьской революции в эмиграции в Югославии. В начале 1920-х годов жил с семьёй в Венгрии. Затем переехал во Францию, возглавлял объединение Крымского конного полка. Последние годы жизни провел в Русском доме в Сент-Женевьев-де-Буа.
Скончался в 1950 году. Похоронен на кладбище Сент-Женевьев-де-Буа. Был женат на Екатерине Борисовне Обуховой (1891—1954).

## Награды

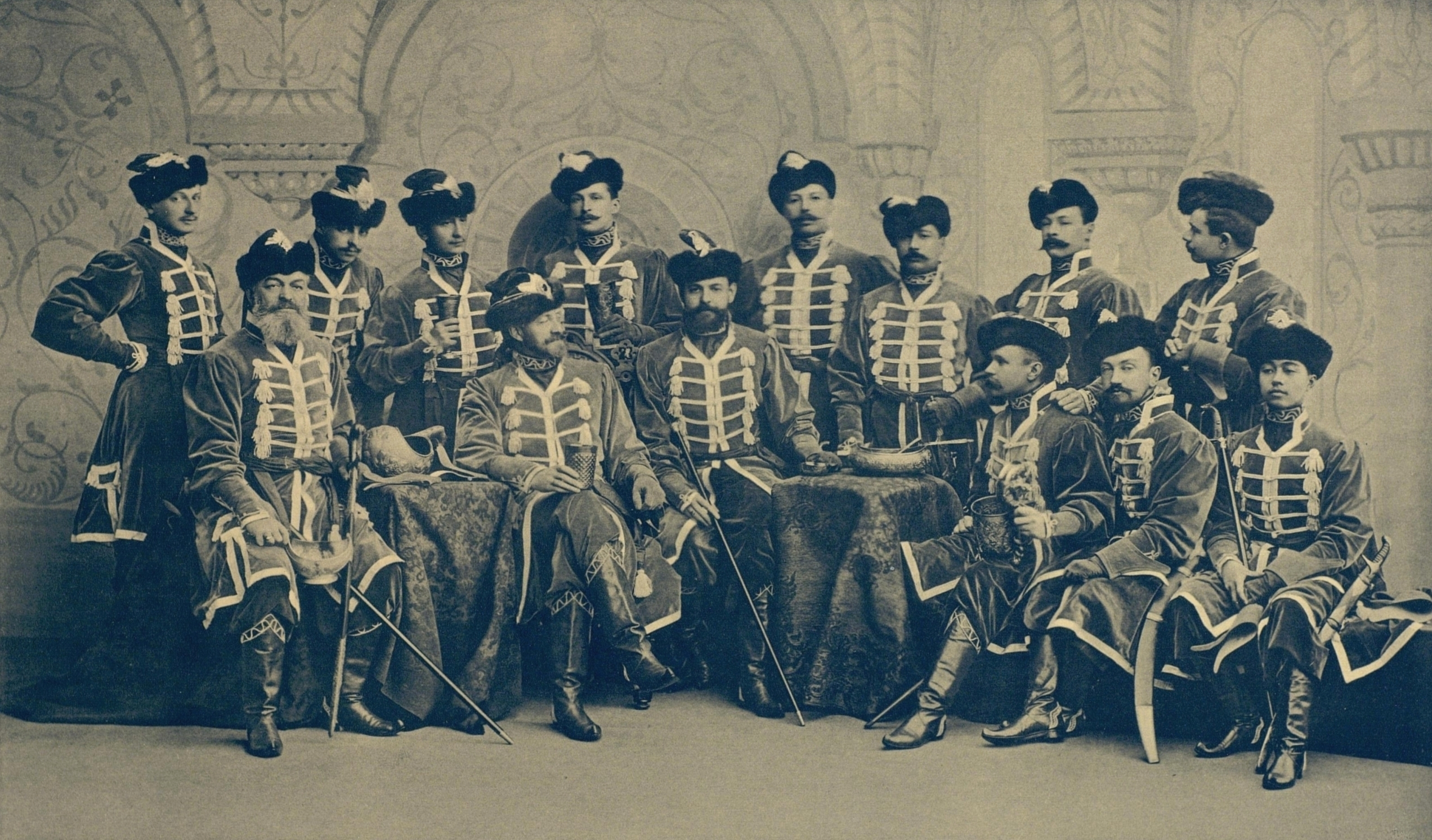
Н. А. Княжевич (стоит третий слева) на Костюмированном балу 1903 года в группе офицеров лейб-гвардии Гусарского Его Величества полка

- Орден Святого Станислава 3-й ст. (1901)
- Орден Святой Анны 3-й ст. (1904)
- Орден Святого Владимира 4-й ст. (1906)
- Орден Святого Владимира 3-й ст. (1909) с мечами (1914)
- Орден Святой Анны 1-й ст. с мечами (1915)
- Орден Святого Станислава 1-й ст. с мечами (1915)
- Орден Святого Владимира 2-й ст. с мечами (1915)
- Георгиевское оружие (ВП 09.03.1915)

## Память
- В 1916—1952 годах в честь Николая Антониновича называлась станция Яркая Крымской железной дороги.
- Его имя носил бульвар в Евпатории, ныне — улица Фрунзе.